# 손병조
손병조(1956년 ~ , 대구)는 대한민국의 세무공무원이다. 

## 학력
- 경북고등학교
- 영남대학교 학사
- 고려대학교 대학원 경제학 석사
- 한남대학교 대학원 경영학 박사

## 경력
- 행정고시 합격
- 1981년 : 목포세관 감시과 사무관
- 1994년 : 대통령비서실 사회간접자본투자기획단 파견근무
- 1997년 : 관세청 통관국 통관관리과장
- 1998년 : 관세청 통관국 검사분류과장
- 2000년 : 관세청 기획관리관 기획예산담당관실 기획예산 담당
- 2001년 : 관세청 심사정책국 심사과장
- 2001년 : 부산세관 조사국장
- 2002년 : 국세공무원교육원 교수부장
- 2003년 : 관세청 통관지원국장
- 2004년 : 관세청 기획관리관
- 2005년 : 관세청 정책홍보관리관
- 2008년 : 관세청 차장
- 법무법인 태평양 고문

| 전임 박진헌 | 제16대 관세청 차장 2008년 4월 11일 ~ 2010년 6월 18일 | 후임 이대복 |